# Jacqueline van Rozendaal-van Gerven
Jacqueline Johanna Rene Maria van Rozendaal-van Gerven (Hintham, 20 de febrero de 1964) es una deportista neerlandesa que compitió en tiro con arco, en la modalidad de arco recurvo. Ganó dos medallas de plata en el Campeonato Europeo de Tiro con Arco en Sala de 1989, en las pruebas individual y de equipo.

## Palmarés internacional
| Campeonato Europeo en Sala | Campeonato Europeo en Sala | Campeonato Europeo en Sala | Campeonato Europeo en Sala |
| Año                        | Lugar                      | Medalla                    | Prueba                     |
| -------------------------- | -------------------------- | -------------------------- | -------------------------- |
| 1989                       | Atenas (Grecia)            | Medalla de plata           | Individual                 |
| 1989                       | Atenas (Grecia)            | Medalla de plata           | Equipo                     |